# Moniatycze-Kolonia
Moniatycze-Kolonia is een plaats in het Poolse district  Hrubieszowski, woiwodschap Lublin. De plaats maakt deel uit van de gemeente Hrubieszów en telt 171 inwoners.